# Élections législatives de 1967 en Indre-et-Loire
Les élections législatives françaises de 1967 se déroulent les 5 et 12 mars 1967.  Dans le département d'Indre-et-Loire, quatre députés sont à élire dans le cadre de quatre circonscriptions.

## Élus
| Circonscription | Député sortant       | Parti | Parti        | Député élu ou réélu  | Parti | Parti          |
| --------------- | -------------------- | ----- | ------------ | -------------------- | ----- | -------------- |
| 1re             | Jean Royer           |       | app. UNR-UDT | Jean Royer           |       | app. UD-Ve     |
| 2e              | Pierre Lepage        |       | UNR-UDT      | Pierre Lepage        |       | UD-Ve          |
| 3e              | Fernand Berthouin    |       | Radsoc       | Fernand Berthouin    |       | FGDS (Radical) |
| 4e              | André-Georges Voisin |       | UNR-UDT      | André-Georges Voisin |       | UD-Ve          |

## Résultats

### Résultats à l'échelle du département
| Parti          | Parti                                           | Premier tour | Premier tour | Second tour | Second tour | Sièges |
| Parti          | Parti                                           | Voix         | %            | Voix        | %           | Sièges |
| -------------- | ----------------------------------------------- | ------------ | ------------ | ----------- | ----------- | ------ |
|                | Union des démocrates pour la Ve République      | 88 687       | 35,12        | 68 674      | 50,74       | 3      |
|                | Modérés                                         | 4 050        | 2,11         |             |             | 0      |
|                | Union des républicains de progrès               | 92 737       | 48,22        | 68 674      | 50,74       | 3      |
|                |                                                 |              |              |             |             |        |
|                | Parti radical                                   | 17 552       | 9,13         | 26 290      | 19,43       | 1      |
|                | Convention des institutions républicaines       | 9 830        | 5,11         | 20 730      | 15,32       | 0      |
|                | Parti socialiste unifié                         | 8 081        | 4,20         |             |             | 0      |
|                | Section française de l'Internationale ouvrière  | 7 514        | 3,91         | 19 645      | 14,52       | 0      |
|                | Fédération de la gauche démocrate et socialiste | 42 977       | 22,35        | 66 665      | 49,26       | 1      |
|                |                                                 |              |              |             |             |        |
|                | Parti communiste français                       | 32 574       | 16,94        | Retrait     | Retrait     | 0      |
|                | Progrès et démocratie moderne                   | 18 999       | 9,88         | Retrait     | Retrait     | 0      |
|                | Extrême droite                                  | 5 025        | 2,61         |             |             | 0      |
|                |                                                 |              |              |             |             |        |
| Inscrits       | Inscrits                                        | 246 403      | 100,00       | 178 362     | 100,00      | 4      |
| Abstentions    | Abstentions                                     | 48 697       | 19,76        | 38 392      | 21,52       |        |
| Votants        | Votants                                         | 197 706      | 80,24        | 139 970     | 78,48       |        |
| Blancs et nuls | Blancs et nuls                                  | 5 394        | 2,73         | 4 631       | 3,31        |        |
| Exprimés       | Exprimés                                        | 192 312      | 97,27        | 135 339     | 96,69       |        |

### Résultats par circonscription

#### Première circonscription (Tours)
|                | Jean Royer sortant réélu | app. UD-Ve     | 31 622 | 58,75  |  |  |  |
|                | Marcel Longuet           | PCF            | 11 265 | 20,93  |  |  |  |
|                | Michel Blondeau          | PSU (FGDS)     | 8 081  | 15,01  |  |  |  |
|                | Pierre Gantier           | Extrême droite | 2 858  | 5,31   |  |  |  |
|                |                          |                |        |        |  |  |  |
| Inscrits       | Inscrits                 | Inscrits       | 68 029 | 100,00 |  |  |  |
| Abstentions    | Abstentions              | Abstentions    | 13 209 | 19,42  |  |  |  |
| Votants        | Votants                  | Votants        | 54 820 | 80,58  |  |  |  |
| Blancs et nuls | Blancs et nuls           | Blancs et nuls | 994    | 1,81   |  |  |  |
| Exprimés       | Exprimés                 | Exprimés       | 53 826 | 98,19  |  |  |  |

#### Deuxième circonscription (Langeais - Château-Renault)
| Candidat       | Candidat                    | Parti          | Premier tour | Premier tour | Second tour | Second tour |  |
| Candidat       | Candidat                    | Parti          | Voix         | %            | Voix        | %           |  |
| -------------- | --------------------------- | -------------- | ------------ | ------------ | ----------- | ----------- |  |
|                | Pierre Lepage sortant réélu | UD-Ve          | 15 788       | 37,15        | 21 682      | 52,46       |  |
|                | Jean Pagès                  | CD (PDM)       | 8 204        | 19,3         | Retrait     | Retrait     |  |
|                | Jean-Louis Forest           | FGDS (SFIO)    | 7 514        | 17,68        | 19 645      | 47,54       |  |
|                | Jacques Vigier              | PCF            | 6 945        | 16,34        | Retrait     | Retrait     |  |
|                | Hubert André                | Modérés        | 2 172        | 5,11         |             |             |  |
|                | Victor Lecorgne             | Modérés        | 1 878        | 4,42         |             |             |  |
|                |                             |                |              |              |             |             |  |
| Inscrits       | Inscrits                    | Inscrits       | 56 433       | 100,00       | 56 427      | 100,00      |  |
| Abstentions    | Abstentions                 | Abstentions    | 12 508       | 22,16        | 13 354      | 23,67       |  |
| Votants        | Votants                     | Votants        | 43 925       | 77,84        | 43 073      | 76,33       |  |
| Blancs et nuls | Blancs et nuls              | Blancs et nuls | 1 424        | 3,24         | 1 746       | 4,05        |  |
| Exprimés       | Exprimés                    | Exprimés       | 42 501       | 96,76        | 41 327      | 95,95       |  |

#### Troisième circonscription (Loches)
| Candidat       | Candidat                        | Parti          | Premier tour | Premier tour | Second tour | Second tour |  |
| Candidat       | Candidat                        | Parti          | Voix         | %            | Voix        | %           |  |
| -------------- | ------------------------------- | -------------- | ------------ | ------------ | ----------- | ----------- |  |
|                | Fernand Berthouin sortant réélu | FGDS (Radical) | 17 552       | 37,89        | 26 290      | 56,66       |  |
|                | Gilbert Buron                   | UD-Ve          | 16 928       | 36,54        | 20 112      | 43,34       |  |
|                | Roland Godeau                   | PCF            | 7 482        | 16,15        | Retrait     | Retrait     |  |
|                | Daniel Malardé                  | CD (PDM)       | 4 359        | 9,41         |             |             |  |
|                |                                 |                |              |              |             |             |  |
| Inscrits       | Inscrits                        | Inscrits       | 58 323       | 100,00       | 58 318      | 100,00      |  |
| Abstentions    | Abstentions                     | Abstentions    | 10 561       | 18,11        | 10 684      | 18,32       |  |
| Votants        | Votants                         | Votants        | 47 762       | 81,89        | 47 634      | 81,68       |  |
| Blancs et nuls | Blancs et nuls                  | Blancs et nuls | 1 441        | 3,02         | 1 232       | 2,59        |  |
| Exprimés       | Exprimés                        | Exprimés       | 46 321       | 96,98        | 46 402      | 97,41       |  |

#### Quatrième circonscription (Chinon)
| Candidat       | Candidat                           | Parti          | Premier tour | Premier tour | Second tour | Second tour |  |
| Candidat       | Candidat                           | Parti          | Voix         | %            | Voix        | %           |  |
| -------------- | ---------------------------------- | -------------- | ------------ | ------------ | ----------- | ----------- |  |
|                | André-Georges Voisin sortant réélu | UD-Ve          | 24 349       | 49,03        | 26 880      | 56,46       |  |
|                | Lionel Audet                       | FGDS (CIR)     | 9 830        | 19,79        | 20 730      | 43,54       |  |
|                | Jean Soury                         | PCF            | 6 882        | 13,86        | Retrait     | Retrait     |  |
|                | Jean Chevalet                      | CD (PDM)       | 6 436        | 12,96        | Retrait     | Retrait     |  |
|                | Alain Ballot                       | ARLP           | 2 167        | 4,36         |             |             |  |
|                |                                    |                |              |              |             |             |  |
| Inscrits       | Inscrits                           | Inscrits       | 63 618       | 100,00       | 63 617      | 100,00      |  |
| Abstentions    | Abstentions                        | Abstentions    | 12 419       | 19,52        | 14 354      | 22,56       |  |
| Votants        | Votants                            | Votants        | 51 199       | 80,48        | 49 263      | 77,44       |  |
| Blancs et nuls | Blancs et nuls                     | Blancs et nuls | 1 535        | 3            | 1 653       | 3,36        |  |
| Exprimés       | Exprimés                           | Exprimés       | 49 664       | 97           | 47 610      | 96,64       |  |